# Kup Hrvatske u kuglanju za žene 2017./18.
Hrvatski kup u kuglanju za žene u sezoni 2017./18. je osvojila "Mlaka" iz Rijeke. 
 
Kup je igran na proljeće 2018. godine, a prethodili su mu kupovi po županijskim i regionalnim savezima. 

## Rezultati

### Osmina završnice (1. kolo)
| datum             | mjesto odigravanja | par                                         | rez.                  | napomena |
| ----------------- | ------------------ | ------------------------------------------- | --------------------- | -------- |
| 21. travnja 2018. | Zagreb             | Sidra Zagreb - Istra Poreč                  | 1:7                   |          |
| 21. travnja 2018. | Ozalj              | Osijek '97 - Split                          | 1:7                   |          |
| 21. travnja 2018. | Vrbovsko           | Admiral Zagreb - Mlaka Rijeka               | 3:5                   |          |
| 21. travnja 2018. | Zagreb             | Varaždin - Plitvice Plitvička Jezera        | 2:6                   |          |
| 21. travnja 2018. | Nova Gradiška      | Obrtnik Nova Gradiška - Podravka Koprivnica | 2:6                   |          |
| 21. travnja 2018. | Delnice            | Goranin Delnice - Rijeka                    | 2:6                   |          |
| 21. travnja 2018. | Ozalj              | Zagreb - Vrbovsko                           | 6:2                   |          |
|                   |                    | Endi Tekstilac Zagreb                       | Endi Tekstilac Zagreb | slobodni |

### Četvrtzavršnica
| datum           | mjesto odigravanja | par                                | rez. | napomena |
| --------------- | ------------------ | ---------------------------------- | ---- | -------- |
| 2. lipnja 2018. | Otočac             | Split - Endi Tekstilac Zagreb      | 5:3  |          |
| 2. lipnja 2018. | Plitvička Jezera   | Plitvice Plitvička Jezera - Zagreb | 3:5  |          |
| 2. lipnja 2018. | Delnice            | Podravka Koprivnica - Istra Poreč  | 1:7  |          |
| 2. lipnja 2018. | Rijeka             | Rijeka - Mlaka Rijeka              | 0:8  |          |

### Završni turnir
Igrano 9. i 10. lipnja 2018. u Zaboku u dvorani "ZIVT". 
| klub1                | rez.            | klub2         | napomene                                     |
| poluzavršnica        | poluzavršnica   | poluzavršnica | poluzavršnica                                |
| -------------------- | --------------- | ------------- | -------------------------------------------- |
| Mlaka Rijeka         | 6:2             | Zagreb        |                                              |
| Istra Poreč          | 6:2             | Split         |                                              |
|                      |                 |               |                                              |
| za plasman u NBC kup |                 |               |                                              |
| Zagreb               | 6:2             | Split         |                                              |
|                      |                 |               |                                              |
| završnica            |                 |               |                                              |
| Mlaka Rijeka         | 4:4 (14:10 set) | Istra Poreč   | "Mlaka" pobjednik zbog više osvojenih setova |

## Vanjske poveznice
- kuglanje.hr, Hrvatski kuglački savez
- kuglacki-savez-os.hr, Kuglački savez Osječko-baranjske županije
- [neaktivna poveznica]